# Кордуанський маяк
45°35′11″ пн. ш. 1°10′24″ зх. д. / 45.5863198° пн. ш. 1.1733254° зх. д.
Кордуанський маяк (фр. Le phare de Cordouan) — маяк, розташований за 7 км у морі на Кордуанському плато, в естуарії Жиронда, що утворюється при впадінні річок Гаронна та Дордонь в Атлантичний океан. Маяк убезпечує рух суден двома проходами, які дозволяють увійти до Жиронди: Великий західний прохід та вужчий Південний прохід..
Маяк розташований в департаменті Жиронда в Аквітанії, між містечками Руаян, Во-сюр-Мер та мисом Пуант де Грав на території комуни Ле Вердон-сюр-Мер, де він записаний в кадастрі, як ділянка під номером 1.
Маяк побудовано у 1584—[1611]] роках, таким чином це найдавніший діючий маяк у Франції. Кордуанський маяк був першим маяком, занесеним до списку історичних пам'яток (з 1862 року).
Маяк перебуває у власності держави..